# Gustav Friedrich Hänel
Gustav Friedrich Hänel (født 5. oktober 1792 i Leipzig, død 18. oktober 1878 sammesteds) var en tysk retslærd. Han var farbror til Albert Hänel.
Hänel blev 1821 ekstraordinær og 1838 ordentlig professor vid Leipzigs Universitet. Han gjorde sig et navn som grundig kender af romersk ret. Berømte er hans kritiske loveditioner: Codex Theodosianus (1837-42), Novellæ constitutiones imperatorum Theodosii II, Valentiniani III, Maximi, Majoriani, Severi, Anthemii (1844), Lex Romana Visigothorum (1849), Corpus legum ab imperatoribus romanis ante Justinianum latarum (1857-60) samt Juliani epitome latina novellarum Justiniani (1873).